# Calicot

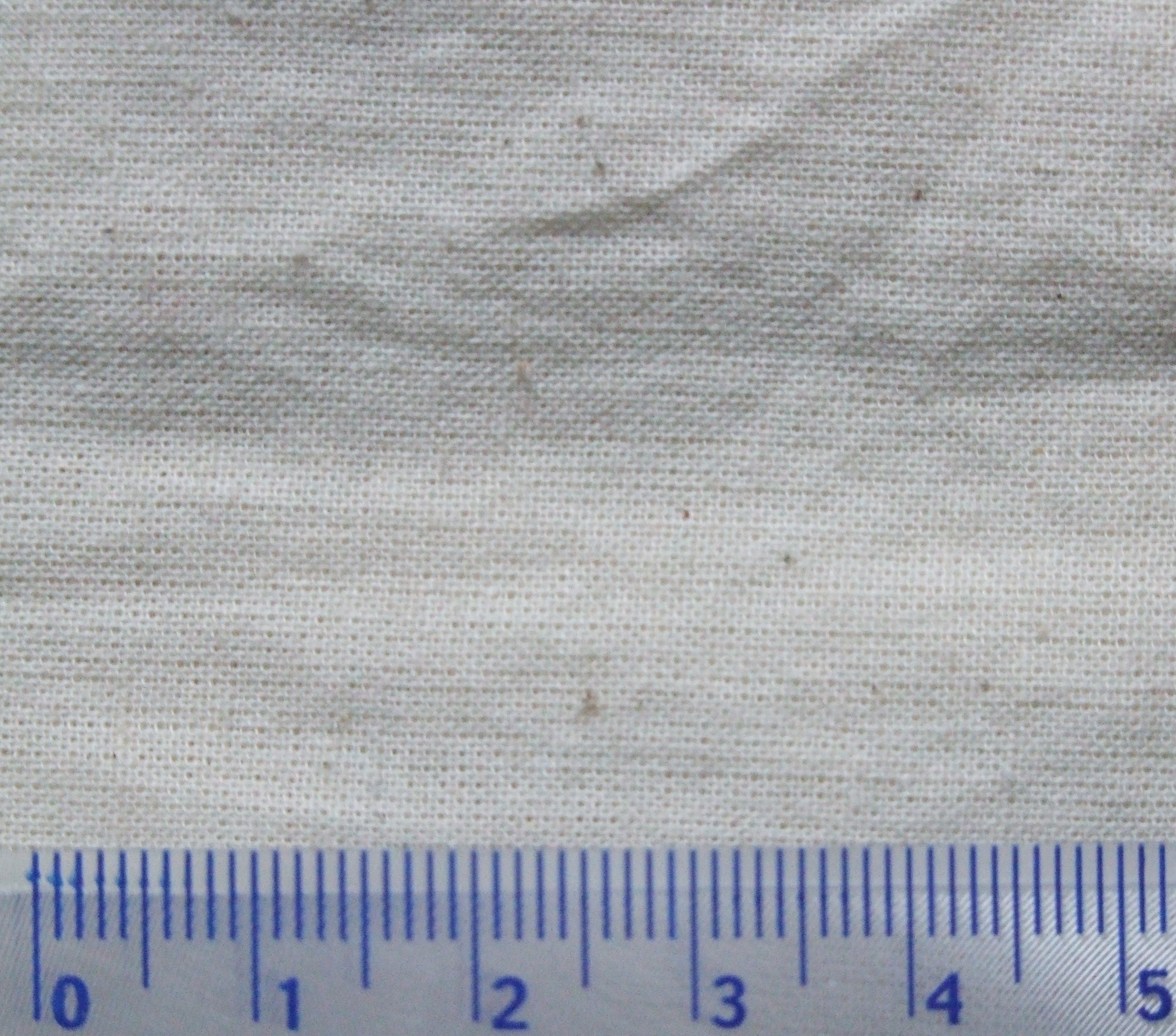

Calicot is een grof in platbinding geweven stof van ongebleekt wit katoen. De stof wordt onder andere nog voor boekbanden gebruikt.
De benaming is afkomstig van de Indiase stad Calicoet (het huidige Kozhikode aan de Malabarkust, in het zuidwesten van India) via calicute (1590) en het Engels: calico (1622-1662). Via het Frans kwam het omstreeks 1826 als calicot in het Nederlands in gebruik.
Calicot werd onder andere gebruikt voor boekbandovertrek. In Nederland werd het door de Twentse textielindustrie geproduceerd voor export naar het toenmalige Nederlands-Indië, en werden daar geruild tegen bijvoorbeeld specerijen.

## Geschiedenis
In Nederland kwamen de calicotweverijen op na de afscheiding van België in 1830, onder andere in Almelo, de firma G. & H. Salomonson. Omdat er in Twente te weinig werkkrachten beschikbaar waren voor de handweverijen verschenen er ook weverijen in Denekamp, Vollenhove, Zierikzee, Westkapelle, Brielle, Oldenzaal, Borculo, Eibergen, Neede, Winterswijk en zelfs op Schokland, waar men met vissen onvoldoende inkomen kon verdienen. In verschillende gevallen werden die weverijen opgericht ter bestrijding van de werkloosheid en armoede. In de weverijen werden - ter beperking van de kosten - vooral kinderen te werk gesteld. Het werk was ongezond, en kinderen groeiden krom door een verkeerde houding tijdens het weven.
Om de wevers op te leiden stichtte de Nederlandsche Handel-Maatschappij weversscholen op, in Goor en diverse filialen.
Door een handelscrisis eind 1850 en de Amerikaanse burgeroorlog (1861-1865) werd de katoenen grondstof te duur. De weverij was al weinig winstgevend. Dit kon verbeteren door de invoering van stoomweverijen, die goedkoper konden produceren en bovendien fijnere soorten weefsels konden maken. Daardoor kwam er een eind aan de  handcalicotweverijen in Nederland.